# 食虫植物研究会

食虫植物研究会标志

食虫植物研究会，缩写IPS，总部位于日本东京千代田区。其成立于1949年11月，可能为世界上最早成立的食虫植物协会。1999年11月，在东京钻石酒店举办了成立50周年庆。该协会的名称来源于查尔斯·达尔文1875年的书籍《食虫植物》。
协会现任主席为日本牙科大学教授小宮定志。协会总会员约530人，其中大部分来自于日本。在20世纪70年代，该协会的会员人数已达300余人。协会每年在日本牙科大学组织5次会议，分别在1月、4月、6月、10月及11月。
协会期刊《食虫植物研究会杂志》创刊于1950年1月，为季刊。

## 扩展阅读
- （日語） 官方网站 （页面存档备份，存于）
- （日語） 历史